# Rainer Nachtigall
Rainer Nachtigall (ur. 27 kwietnia 1941 w Hoyerswerdzie) – niemiecki piłkarz występujący na pozycji napastnika, reprezentant NRD.

## Życiorys
Jako junior występował w SV Neustadt/Spree, BSG Aktivist Lohsa i BSG Aufbau Hoyerswerda. W 1958 roku został włączony do pierwszej drużyny BSG Aufbau. Rok później został piłkarzem Vorwärtsu Berlin. W barwach tego klubu zadebiutował w DDR-Oberlidze 29 listopada 1959 roku w przegranym 2:3 meczu z SC Turbine Erfurt. Z Vorwärtsem pięciokrotnie (1960, 1961/1962, 1964/1965, 1965/1966, 1968/1969) zdobył mistrzostwo NRD, a w 1970 zdobył puchar kraju. Rozegrał jedenaście spotkań w reprezentacji, debiutując 11 grudnia 1960 roku w przegranym 2:3 towarzyskim meczu z Marokiem. W połowie sezonu 1969/1970 został relegowany do rezerw Vorwärtsu Berlin. Ogółem wystąpił w 159 meczach DDR-Oberligi, w których zdobył 28 bramek. W 1971 roku został zawodnikiem BSG Rotation Berlin, w którym występował przez jeden sezon.

## Statystyki ligowe
| Sezon         | Klub                  | Liga         | Mecze | Gole |
| ------------- | --------------------- | ------------ | ----- | ---- |
| 1959          | ASK Vorwärts Berlin   | DDR-Oberliga | 1     | 0    |
| 1960          | ASK Vorwärts Berlin   | DDR-Oberliga | 19    | 7    |
| 1961/1962     | ASK Vorwärts Berlin   | DDR-Oberliga | 25    | 4    |
| 1962/1963     | ASK Vorwärts Berlin   | DDR-Oberliga | 17    | 2    |
| 1963/1964     | ASK Vorwärts Berlin   | DDR-Oberliga | 14    | 8    |
| 1964/1965     | ASK Vorwärts Berlin   | DDR-Oberliga | 4     | 0    |
| 1965/1966     | ASK Vorwärts Berlin   | DDR-Oberliga | 12    | 0    |
| 1966/1967     | FC Vorwärts Berlin    | DDR-Oberliga | 26    | 2    |
| 1967/1968     | FC Vorwärts Berlin    | DDR-Oberliga | 10    | 0    |
| 1968/1969     | FC Vorwärts Berlin    | DDR-Oberliga | 23    | 5    |
| 1969/1970 (j) | FC Vorwärts Berlin    | DDR-Oberliga | 8     | 0    |
| 1969/1970 (w) | FC Vorwärts Berlin II | DDR-Liga     | 8     | 1    |
| 1970/1971     | FC Vorwärts Berlin II | DDR-Liga     | 8     | 0    |